# MCR-1

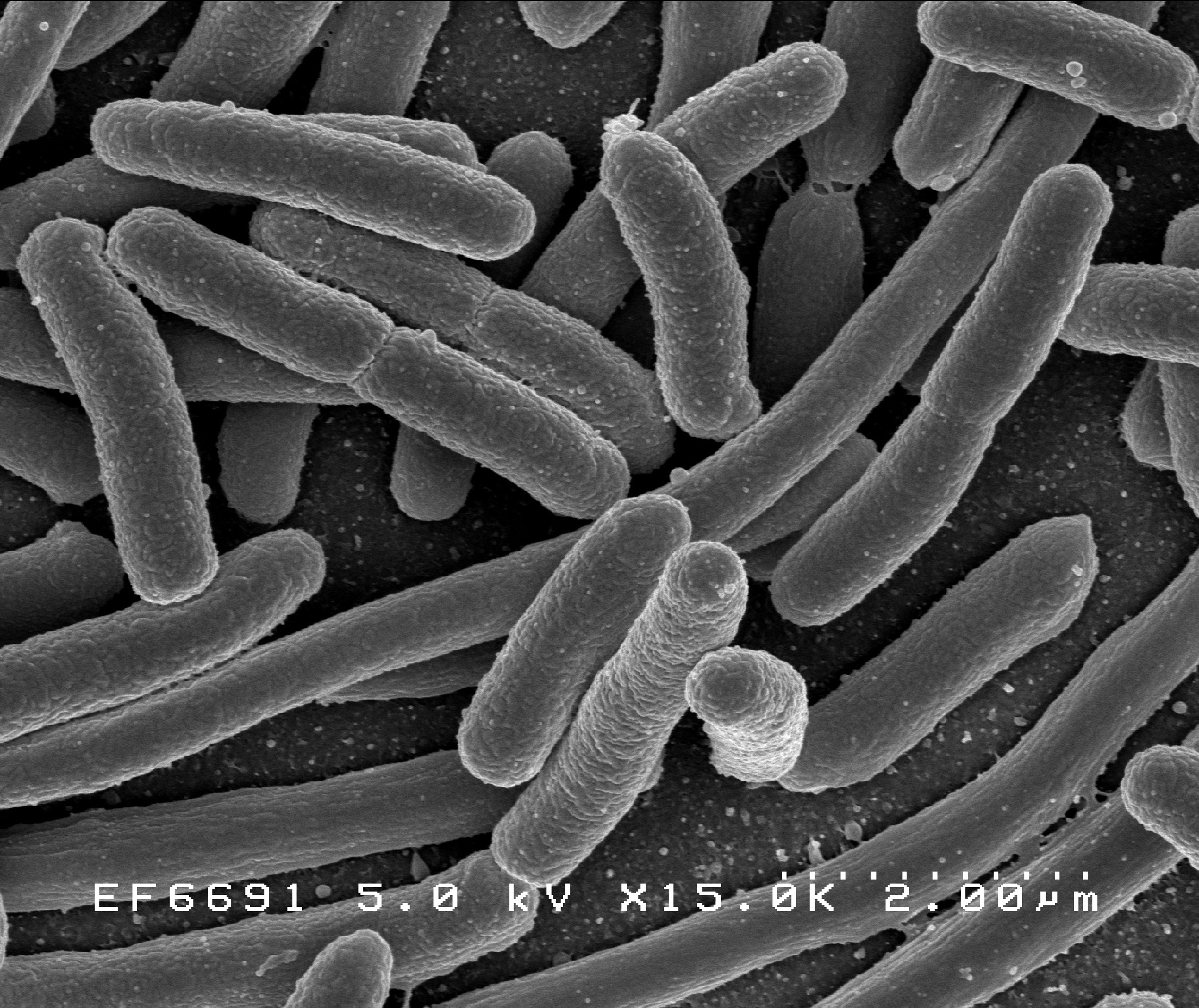
大腸桿菌是第一種發現帶有mcr-1基因的菌種

MCR-1是第一種通過mcr-1基因對粘桿菌素（一種多粘菌素和最後一線用藥）產生質體介导（plasmid-mediated）抗生素抗藥性的遺傳機制。此機制最早於2015年11月時在中國豬隻中帶有的大腸桿菌SHP45型發現，之後並由馬來西亞、英國、中國、歐洲和美國等不同研究單位在人類檢體中發現。本機制也是首個可在細菌間以基因水平轉移傳播的抗多粘菌素機制。